# Celithemis
Celithemis es un género monofilético de libélulas de la familia Libellulidae. Se distribuye principalmente en la parte oriental de América del Norte. Incluye las especies:
- Celithemis amanda (Hagen, 1861)
- Celithemis bertha Williamson, 1922
- Celithemis elisa (Hagen, 1861)
- Celithemis eponina (Drury, 1773)
- Celithemis fasciata Kirby, 1889
- Celithemis martha Williamson, 1922
- Celithemis ornata (Rambur, 1842)
- Celithemis verna Pritchard, 1935

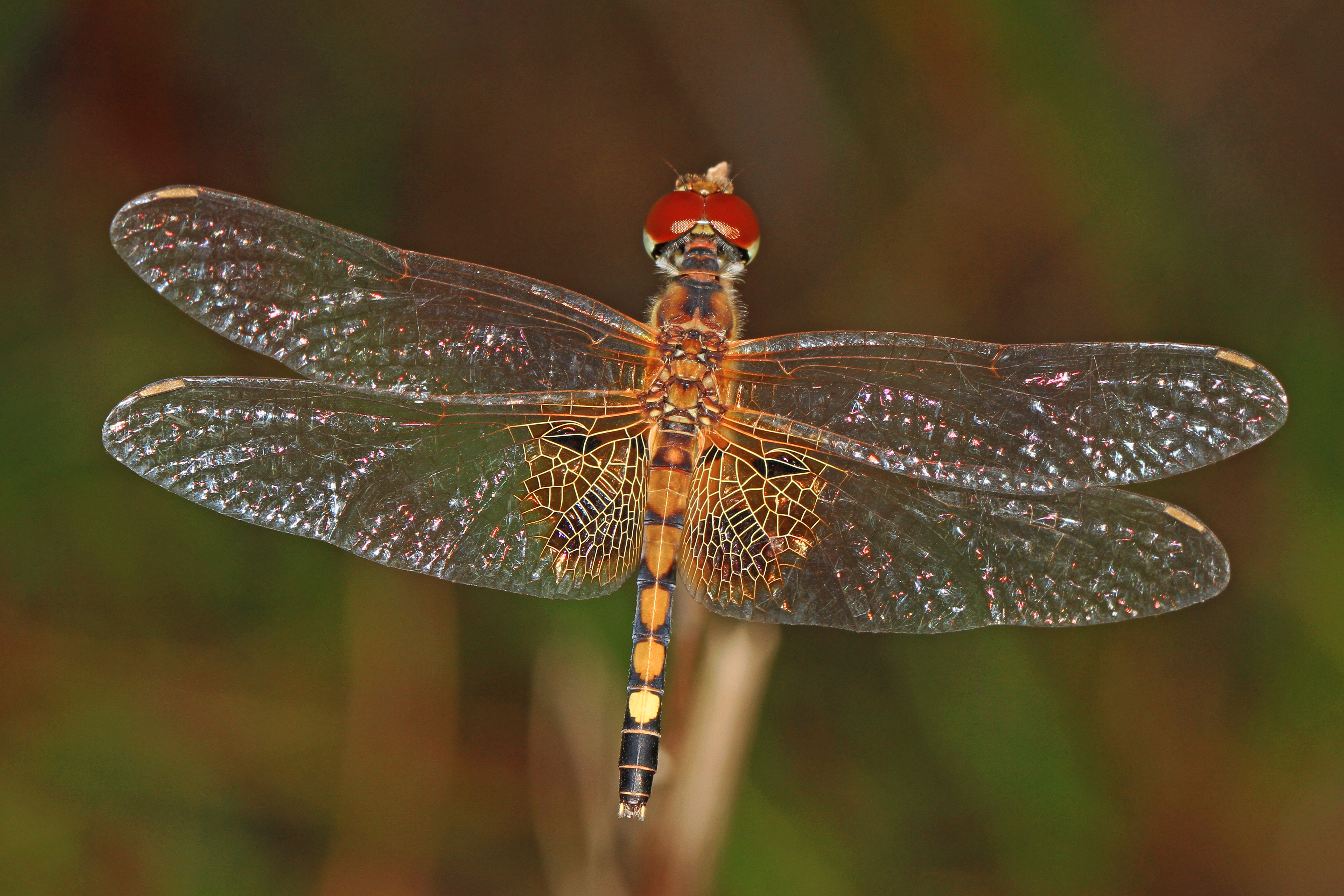
Celithemis amanda
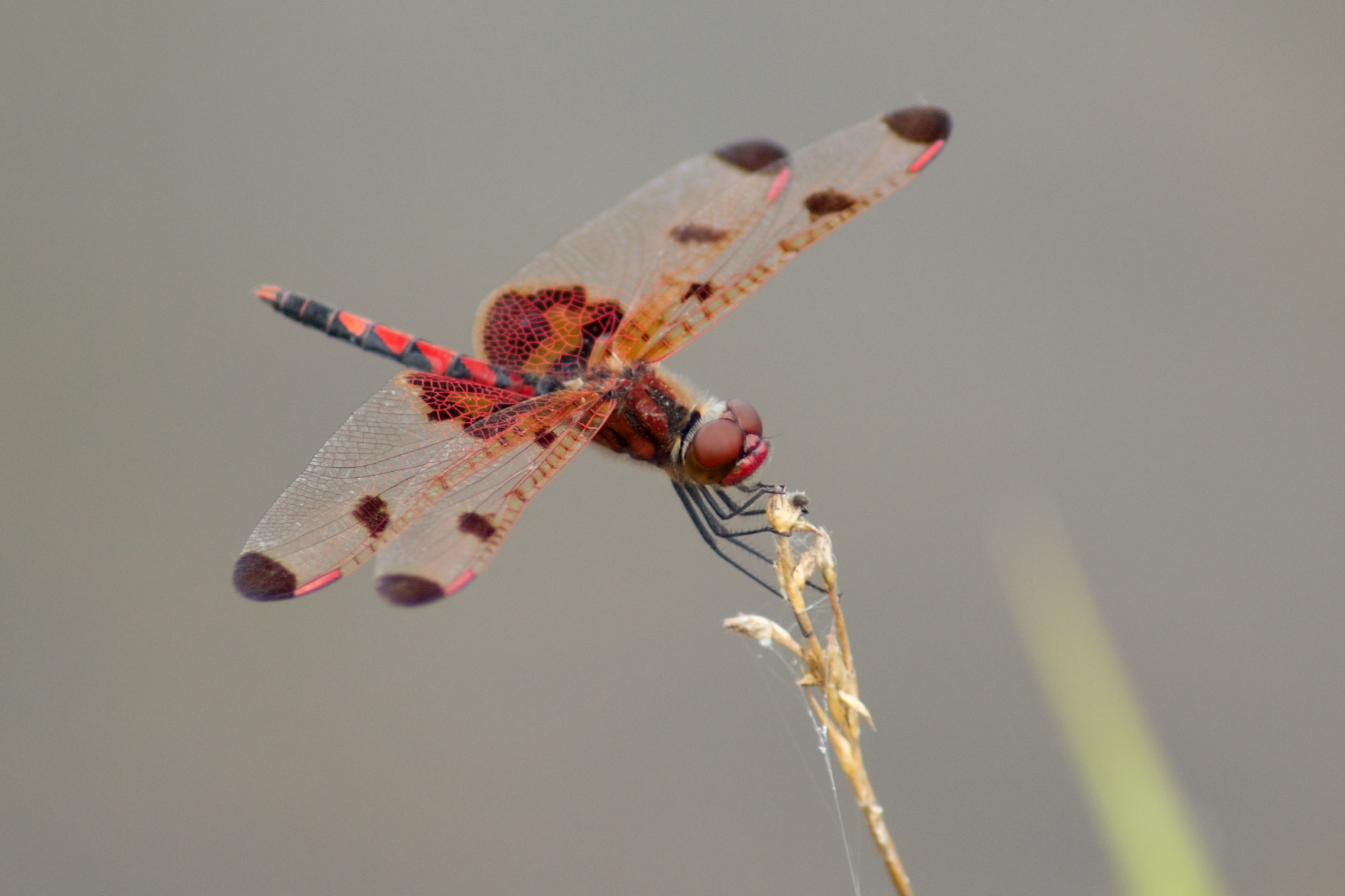
Celithemis elisa
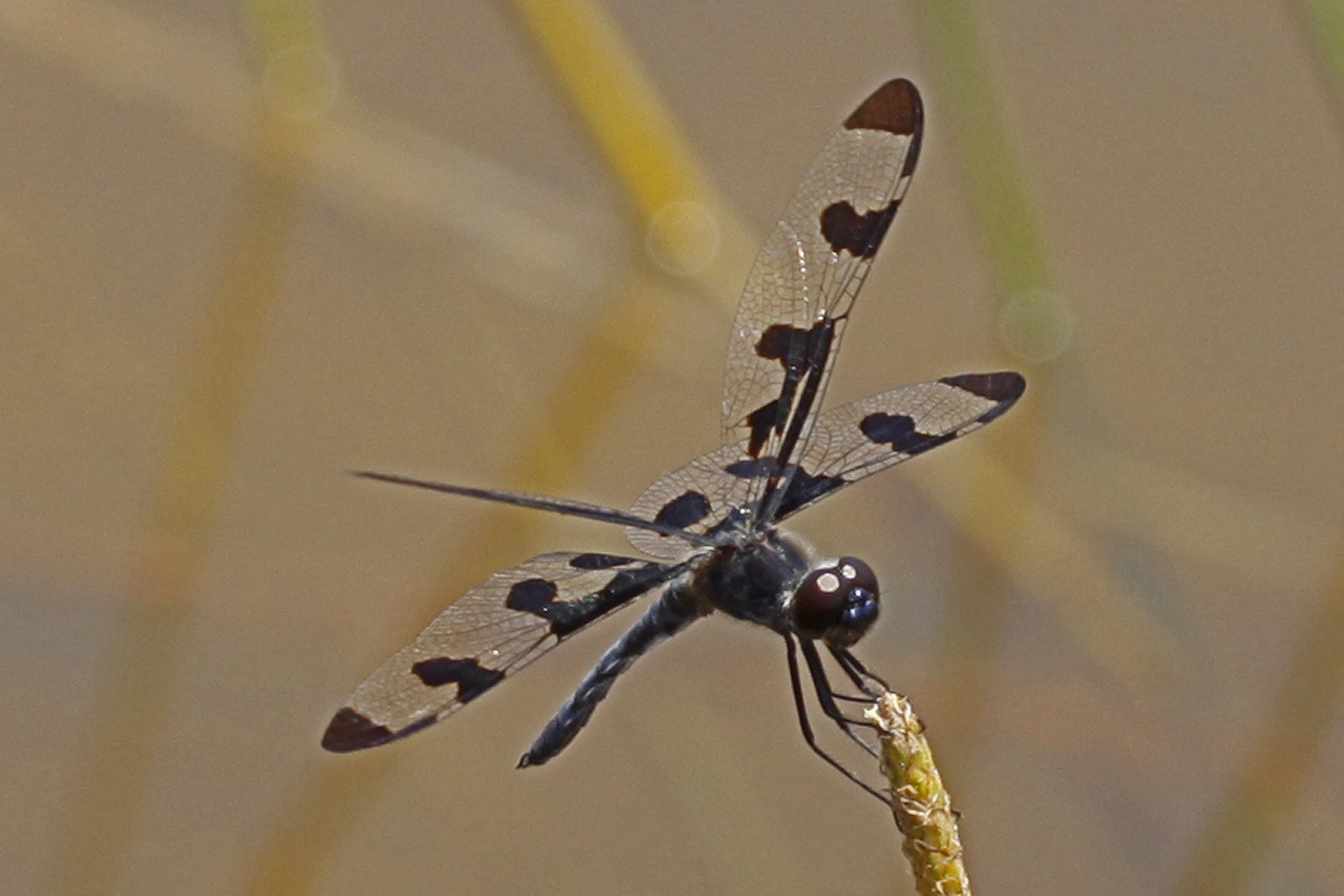
Celithemis fasciata
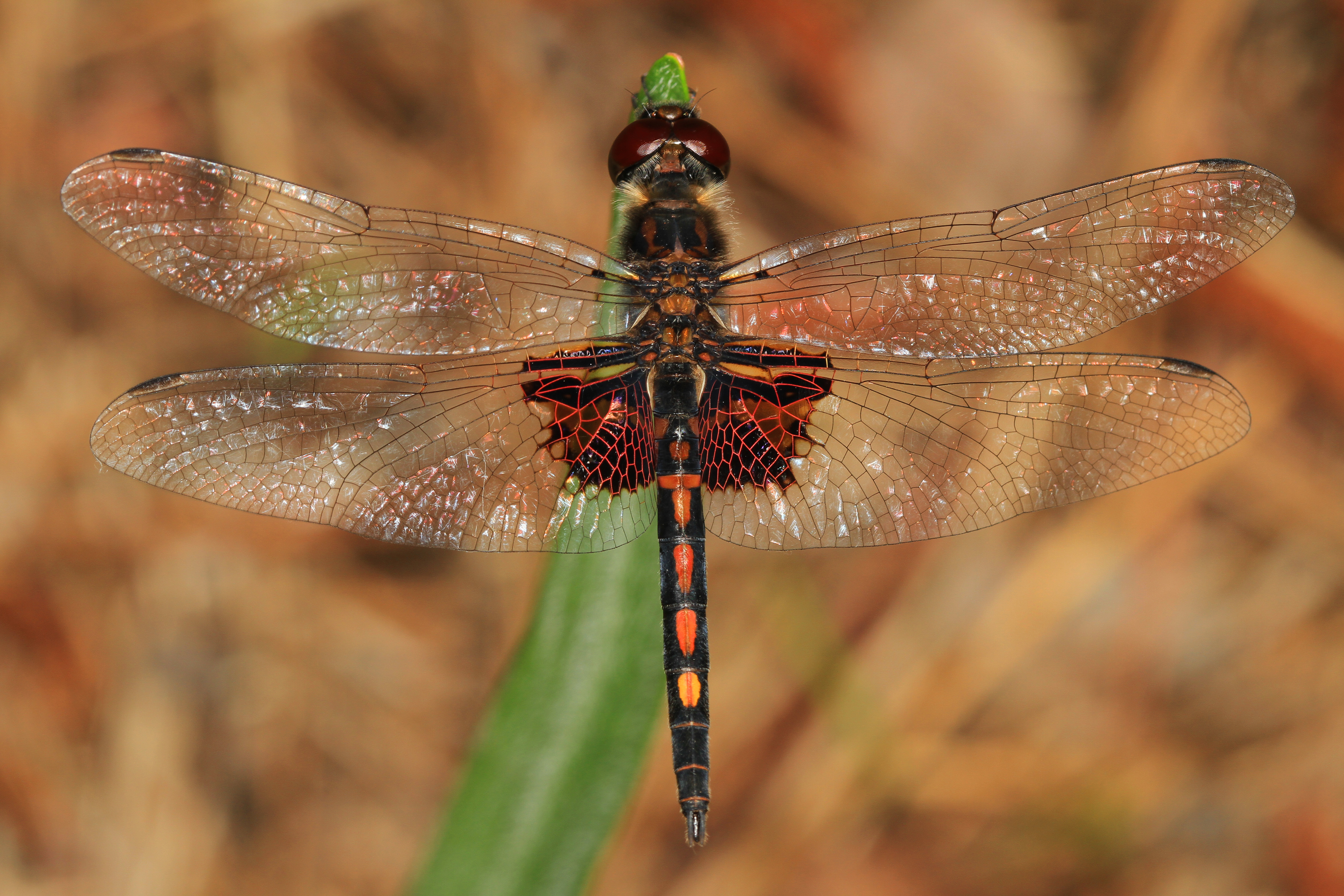
Celithemis ornata
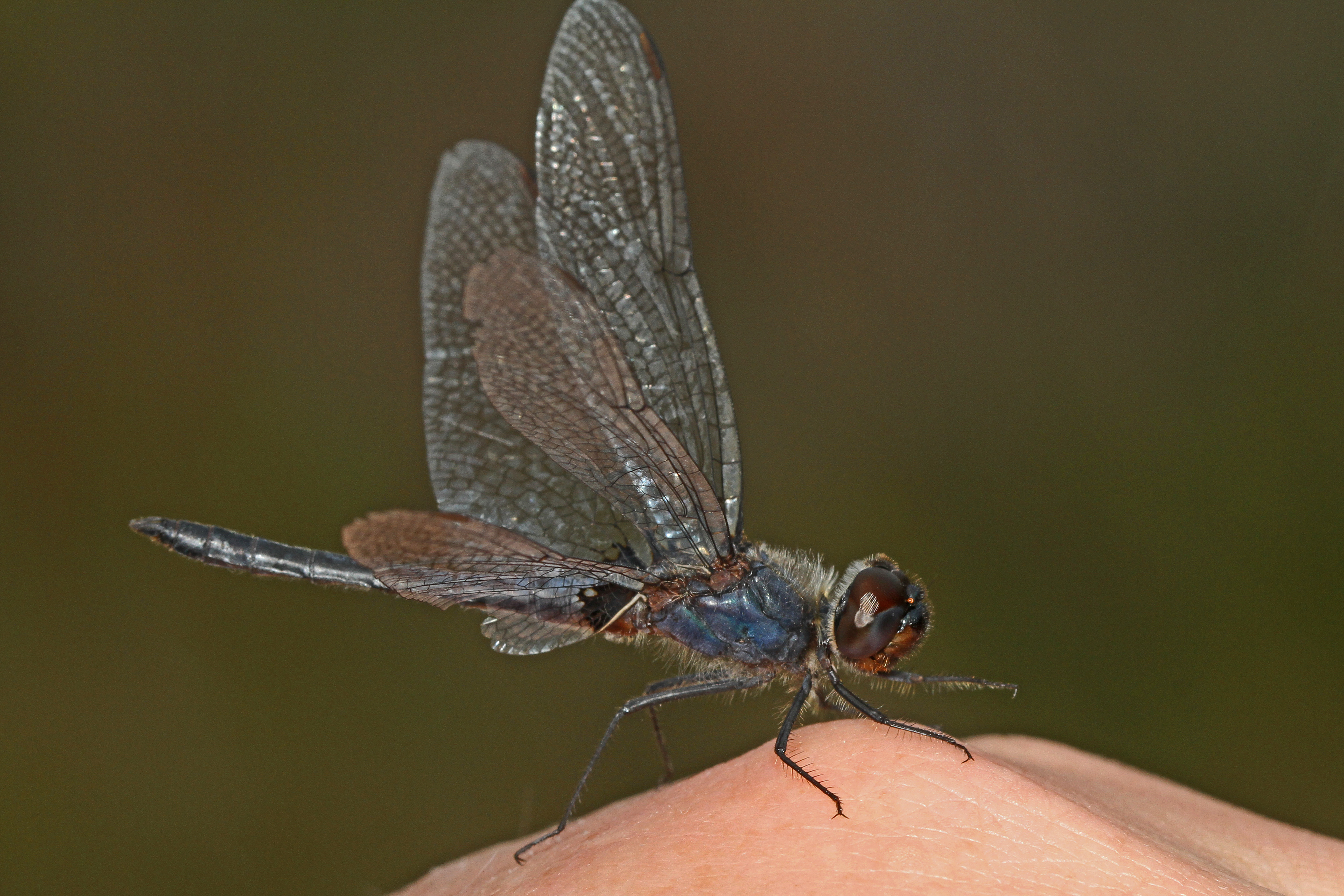
Celithemis verna